# Greu de ucis 2
Greu de ucis 2 (în engleză Die Hard 2) este un film american de acțiune din 1990, al doilea din seria Die Hard (Greu de ucis). Protagonistul filmului este Bruce Willis care îl interpretează pe John McClane, un celebru polițist newyorkez. Filmul este urmat de Greu de ucis 3 în 1995, Greu de ucis 4 în 2007, Și mai greu de ucis  în 2013.

## Prezentare
Filmul are loc 2 ani de la evenimentele de la Nakatomi Plaza; în Ajunul Crăciunului, ofițerul de poliție LAPD John McClain o așteaptă pe soția sa, Holly, pentru a ajunge la Aeroportul Internațional Washington Dulles. Reporterul Richard Thornberg, care a dezvăluit identitatea lui McClain față de Hans Gruber la Nakatomi Plaza, zboară în același avion cu Holly.

## Distribuție
- Bruce Willis - John McClane
- Bonnie Bedelia - Holly Gennero McClane
- William Atherton - Richard "Dick" Thornburg
- Reginald VelJohnson - Sergent Al Powell
- Franco Nero - General Ramon Esperanza
- William Sadler - Colonel Stuart
- John Amos - Maior Grant
- Dennis Franz - Cpt. Carmine Lorenzo
- Art Evans - Leslie Barnes, Airport chief engineer
- Fred Dalton Thompson - Ed Trudeau, Air traffic flight director
- Tom Bower - Marvin
- Sheila McCarthy - Samantha "Sam" Coleman

Alte roluri - Don Harvey ca Garber, John Costelloe ca Sergent Oswald Cochrane, Vondie Curtis-Hall ca Miller, John Leguizamo ca Burke, Robert Patrick ca O'Reilly, Tom Verica în rolul lui Kahn, Tony Ganios ca Baker, Michael Cunningham ca Sheldon, Peter Nelson ca Thompson, Ken Baldwin ca Mulkey și Mark Boone Junior ca Shockley. 